# Балаж Кішш
Балаш Кішш (угор. Kiss Balázs; нар. 27 січня 1983) — угорський борець греко-римського стилю, бронзовий призер та чемпіон світу, триразовий бронзовий призер чемпіонатів Європи, срібний призер та переможець кубку світу, учасник Олімпійських ігор.

## Біографія
Боротьбою почав займатися з 1992 року. Чемпіон світу (1999) та Європи (2000) серед кадетів. Чемпіон Європи 2002 року серед юніорів, срібний призер юніорського чемпіонату світу 2003 року.
Виступає за залізничний спортивний клуб «Локомотив», Будапешт.

## Спортивні результати на міжнародних змаганнях

### Виступи на Олімпіадах
| Змагання                    | Збірна   | Вагова категорія                 | Місце |
| --------------------------- | -------- | -------------------------------- | ----- |
| Літні Олімпійські ігри 2016 | Угорщина | греко-римська боротьба, до 98 кг | 9     |

### Виступи на Чемпіонатах світу
| Змагання                        | Збірна   | Вагова категорія                 | Місце  |
| ------------------------------- | -------- | -------------------------------- | ------ |
| Чемпіонат світу з боротьби 2003 | Угорщина | греко-римська боротьба, до 84 кг | 16     |
| Чемпіонат світу з боротьби 2007 | Угорщина | греко-римська боротьба, до 96 кг | 18     |
| Чемпіонат світу з боротьби 2009 | Угорщина | греко-римська боротьба, до 96 кг | Золото |
| Чемпіонат світу з боротьби 2011 | Угорщина | греко-римська боротьба, до 96 кг | 14     |
| Чемпіонат світу з боротьби 2013 | Угорщина | греко-римська боротьба, до 96 кг | Бронза |
| Чемпіонат світу з боротьби 2015 | Угорщина | греко-римська боротьба, до 98 кг | 20     |
| Чемпіонат світу з боротьби 2017 | Угорщина | греко-римська боротьба, до 98 кг | Бронза |
| Чемпіонат світу з боротьби 2018 | Угорщина | греко-римська боротьба, до 97 кг | 5      |
| Чемпіонат світу з боротьби 2019 | Угорщина | греко-римська боротьба, до 97 кг | 16     |

### Виступи на Чемпіонатах Європи
| Змагання                         | Збірна   | Вагова категорія                 | Місце  |
| -------------------------------- | -------- | -------------------------------- | ------ |
| Чемпіонат Європи з боротьби 2003 | Угорщина | греко-римська боротьба, до 84 кг | 9      |
| Чемпіонат Європи з боротьби 2006 | Угорщина | греко-римська боротьба, до 96 кг | 7      |
| Чемпіонат Європи з боротьби 2007 | Угорщина | греко-римська боротьба, до 96 кг | Бронза |
| Чемпіонат Європи з боротьби 2008 | Угорщина | греко-римська боротьба, до 96 кг | 12     |
| Чемпіонат Європи з боротьби 2009 | Угорщина | греко-римська боротьба, до 96 кг | 18     |
| Чемпіонат Європи з боротьби 2011 | Угорщина | греко-римська боротьба, до 96 кг | 9      |
| Чемпіонат Європи з боротьби 2013 | Угорщина | греко-римська боротьба, до 96 кг | 16     |
| Чемпіонат Європи з боротьби 2014 | Угорщина | греко-римська боротьба, до 98 кг | 8      |
| Чемпіонат Європи з боротьби 2017 | Угорщина | греко-римська боротьба, до 98 кг | Бронза |
| Чемпіонат Європи з боротьби 2018 | Угорщина | греко-римська боротьба, до 97 кг | Бронза |

### Виступи на Європейських іграх
| Змагання              | Збірна   | Вагова категорія                 | Місце |
| --------------------- | -------- | -------------------------------- | ----- |
| Європейські ігри 2019 | Угорщина | греко-римська боротьба, до 97 кг | 14    |

### Виступи на Кубках світу
| Змагання                    | Збірна   | Вагова категорія                 | Місце  |
| --------------------------- | -------- | -------------------------------- | ------ |
| Кубок світу з боротьби 2006 | Угорщина | греко-римська боротьба, до 96 кг | Срібло |
| Кубок світу з боротьби 2008 | Угорщина | греко-римська боротьба, до 96 кг | 6      |
| Кубок світу з боротьби 2009 | Угорщина | греко-римська боротьба, до 96 кг | 7      |
| Кубок світу з боротьби 2010 | Угорщина | греко-римська боротьба, до 96 кг | Золото |
| Кубок світу з боротьби 2014 | Угорщина | греко-римська боротьба, до 98 кг | 4      |
| Кубок світу з боротьби 2015 | Угорщина | греко-римська боротьба, до 98 кг | 5      |

### Виступи на інших змаганнях
| Змагання                                                        | Збірна   | Вагова категорія                  | Місце  |
| --------------------------------------------------------------- | -------- | --------------------------------- | ------ |
| Олімпійський кваліфікаційний турнір з боротьби 2004 (Новий Сад) | Угорщина | греко-римська боротьба, до 84 кг  | 16     |
| Олімпійський кваліфікаційний турнір з боротьби 2004 (Ташкент)   | Угорщина | греко-римська боротьба, до 84 кг  | 18     |
| Чемпіонат світу з боротьби серед студентів 2004                 | Угорщина | греко-римська боротьба, до 96 кг  | Срібло |
| Гран-прі Німеччини з боротьби 2005                              | Угорщина | греко-римська боротьба, до 96 кг  | 9      |
| Чемпіонат світу з боротьби серед студентів 2008                 | Угорщина | греко-римська боротьба, до 96 кг  | Срібло |
| Золотий Гран-прі з боротьби 2009                                | Угорщина | греко-римська боротьба, до 96 кг  | Бронза |
| Золотий Гран-прі з боротьби 2010 (Сомбатгей)                    | Угорщина | греко-римська боротьба, до 96 кг  | Золото |
| Кубок Президента Казахстану з боротьби 2011                     | Угорщина | греко-римська боротьба, до 96 кг  | Срібло |
| Золотий Гран-прі з боротьби 2011 (Баку)                         | Угорщина | греко-римська боротьба, до 96 кг  | Бронза |
| Меморіал Іона Корнеану 2011                                     | Угорщина | греко-римська боротьба, до 96 кг  | 5      |
| Золотий Гран-прі з боротьби 2012 (Сомбатгей)                    | Угорщина | греко-римська боротьба, до 96 кг  | Золото |
| Олімпійський кваліфікаційний турнір з боротьби 2012 (Софія)     | Угорщина | греко-римська боротьба, до 96 кг  | 13     |
| Олімпійський кваліфікаційний турнір з боротьби 2012 (Тайюань)   | Угорщина | греко-римська боротьба, до 96 кг  | 4      |
| Олімпійський кваліфікаційний турнір з боротьби 2012 (Гельсінкі) | Угорщина | греко-римська боротьба, до 96 кг  | 12     |
| Золотий Гран-прі з боротьби 2013 (Сомбатгей)                    | Угорщина | греко-римська боротьба, до 96 кг  | Срібло |
| Трофей Адріатики 2013                                           | Угорщина | греко-римська боротьба, до 120 кг | Золото |
| Кубок Якоба Курбі 2013                                          | Угорщина | греко-римська боротьба, до 96 кг  | Бронза |
| Кубок Владислава Пітласинські 2013                              | Угорщина | греко-римська боротьба, до 96 кг  | Золото |
| Золотий Гран-прі з боротьби 2013 (Баку)                         | Угорщина | греко-римська боротьба, до 96 кг  | Золото |
| Кубок Ядегара Імама 2014                                        | Угорщина | греко-римська боротьба, до 98 кг  | Золото |
| Золотий Гран-прі з боротьби 2014 (Баку)                         | Угорщина | греко-римська боротьба, до 98 кг  | Золото |
| Гран-прі FILA 2015                                              | Угорщина | греко-римська боротьба, до 98 кг  | Золото |
| Кубок Владислава Пітласинські 2015                              | Угорщина | греко-римська боротьба, до 98 кг  | 30     |
| Гран-прі Угорщини з боротьби 2016                               | Угорщина | греко-римська боротьба, до 98 кг  | 5      |
| Кубок Владислава Пітласинські 2016                              | Угорщина | греко-римська боротьба, до 98 кг  | Бронза |
| Гран-прі Угорщини з боротьби 2017                               | Угорщина | греко-римська боротьба, до 98 кг  | Бронза |
| Турнір Дана Колова — Николи Петрова 2017                        | Угорщина | греко-римська боротьба, до 98 кг  | Золото |
| Кубок Владислава Пітласинські 2017                              | Угорщина | греко-римська боротьба, до 98 кг  | 17     |
| Тор Мастерс 2018                                                | Угорщина | греко-римська боротьба, до 97 кг  | 4      |
| Гран-прі Угорщини з боротьби 2018                               | Угорщина | греко-римська боротьба, до 97 кг  | Золото |
| Турнір міста Сассарі з боротьби 2019                            | Угорщина | греко-римська боротьба, до 97 кг  | Бронза |
| Гран-прі Німеччини з боротьби 2019                              | Угорщина | греко-римська боротьба, до 97 кг  | 14     |

### Виступи на змаганнях молодших вікових груп
| Змагання                                       | Збірна   | Вагова категорія                 | Місце  |
| ---------------------------------------------- | -------- | -------------------------------- | ------ |
| Чемпіонат світу з боротьби серед кадетів 1998  | Угорщина | греко-римська боротьба, до 83 кг | Золото |
| Чемпіонат світу з боротьби серед кадетів 1999  | Угорщина | греко-римська боротьба, до 85 кг | 10     |
| Чемпіонат Європи з боротьби серед кадетів 2000 | Угорщина | греко-римська боротьба, до 85 кг | Золото |
| Чемпіонат Європи з боротьби серед юніорів 2000 | Угорщина | греко-римська боротьба, до 85 кг | 5      |
| Чемпіонат світу з боротьби серед юніорів 2001  | Угорщина | греко-римська боротьба, до 85 кг | 12     |
| Чемпіонат Європи з боротьби серед юніорів 2002 | Угорщина | греко-римська боротьба, до 85 кг | Золото |
| Чемпіонат світу з боротьби серед юніорів 2003  | Угорщина | греко-римська боротьба, до 84 кг | Срібло |